# Ulf af Ribe
Ulf af Ribe var en stormand, der deltog i den danske borgerkrig på Svend Grathes side. Ulf spillede en central rolle i Slesvig, da krigen hovedsageligt foregik dér, i årene omkring 1148-1150. Med Ulfs hjælp erobrede Svend og Valdemar Slesvig, men måtte senere forlade det, da holstenerne angreb sydfra og Knud nordfra.
Ulf af Ribe forblev tro mod Svend Grathe efter blodgildet i Roskilde, og stod ved Svends side i Slaget på Grathe Hede i 1157. Efter Valdemar vandt slaget, insisterede de tidligere støtter af Knud d. 5. på at han skulle dø, mens Hviderne var mere forsonlige. Valdemar besluttede at henrette ham.
Ulf grundlagde borgen Riber Ulfsborg, ca. 1148/1149. Borgen blev udgravet i 2013 af Sydvestjyske Museer, og man fandt ud af den blev brændt ned før 1157, altså imens borgerkrigen var i gang.
Ulf af Ribe bliver også nogle gange kaldt Riber Ulf.